# Säntisbahn

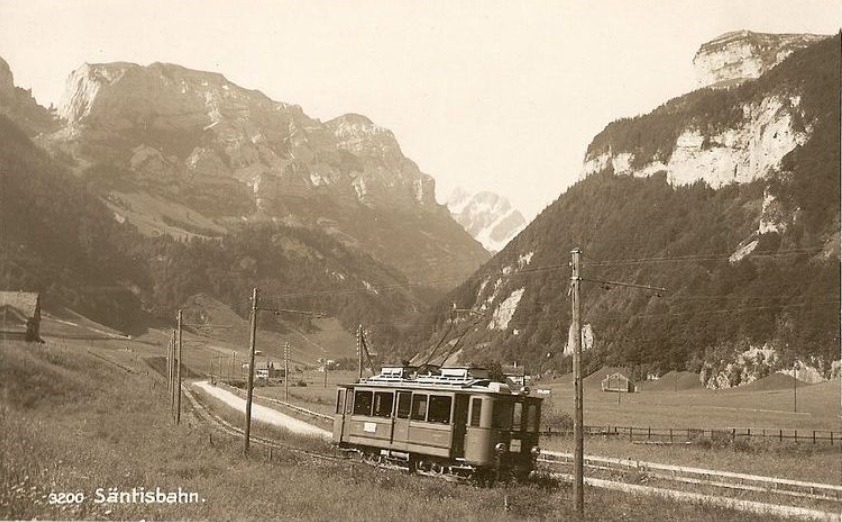
Triebwagen der Säntisbahn unterwegs nach Wasserauen.

Die Säntisbahn (SB) ist eine ehemalige, nunmehr fusionierte Schweizer Bahngesellschaft, welche von 1912 bis 1939 unter diesem Namen firmierte und ihr Ziel, den namensgebenden Säntis, nie erreichte. Von 1939 bis 1947 nannte sich das Unternehmen Elektrische Bahn Appenzell–Wasserauen, während das Eidgenössische Amt für Verkehr den Namen Appenzell–Weissbad–Wasserauen (AWW) aufführt. Die Gesellschaft war Betreiberin der 6,18 Kilometer langen und meterspurigen Bahnstrecke Appenzell–Wasserauen. Sie wurde 1947 in die Appenzeller Bahn (AB) integriert.

## Geschichte

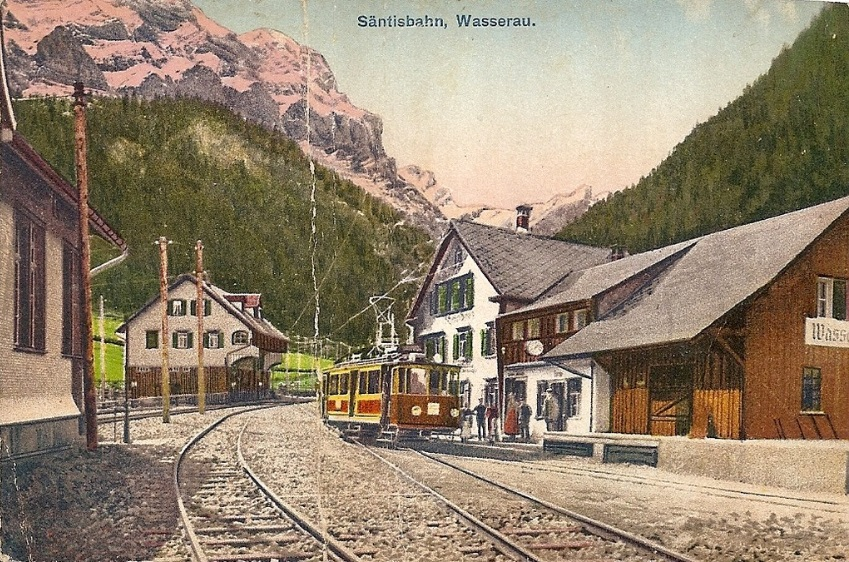
Bahnhof Wasserauen mit einem Triebwagen der Säntisbahn, um 1915

### Idee
Schon im 19. Jahrhundert war das Alpsteingebiet ein vor allem bei Süddeutschen beliebtes Ausflugsziel und der Säntis ihr Aussichtsberg. An schönen Sonntagen drängten sich bis gegen Tausend Personen auf dem Gipfel, und die kleine Bergwirtschaft war einem solchen Ansturm nicht gewachsen. Man dachte daher schon früh daran, analog der Rigi-Bahn den Säntisgipfel mit einer Bahn zu erschliessen, was zugleich das kostspielige und mühsame Säumen für die Versorgung der Gaststube unnötig gemacht hätte.

### Konzessionen
Als im Jahr 1886 die Strecke St. Gallen Winkeln–Appenzell fertiggestellt wurde, bewarb sich eine Gruppe um Landammann und Nationalrat Carl Justin Sonderegger um eine Konzession für eine schmalspurige Eisenbahn (streckenweise Zahnradbahn) von Appenzell nach Wagenlücke, die sogenannte Säntisbahn. Am 13. Juni 1887 erteilte der Bundesrat diese Konzession, und die Appenzellerbahn als geplante Zubringerbahn zur Säntisbahn beteiligte sich mit einem namhaften Betrag an den Projektierungskosten. Bei der Kapitalbeschaffung lief es hingegen nicht sonderlich gut, und die Konzession erhielt mehrmals eine Fristerstreckung.
Am 22. Dezember 1899 wurde eine neue Konzession für eine elektrische Strassenbahn von Appenzell nach Wasserauen erteilt, mit der Auflage, die Linie bis zum 19. November 1900 zu vollenden. Trotz Fristerstreckung gelang es nicht, den Bau zu beginnen und die Konzession verfiel am 15. März 1901.

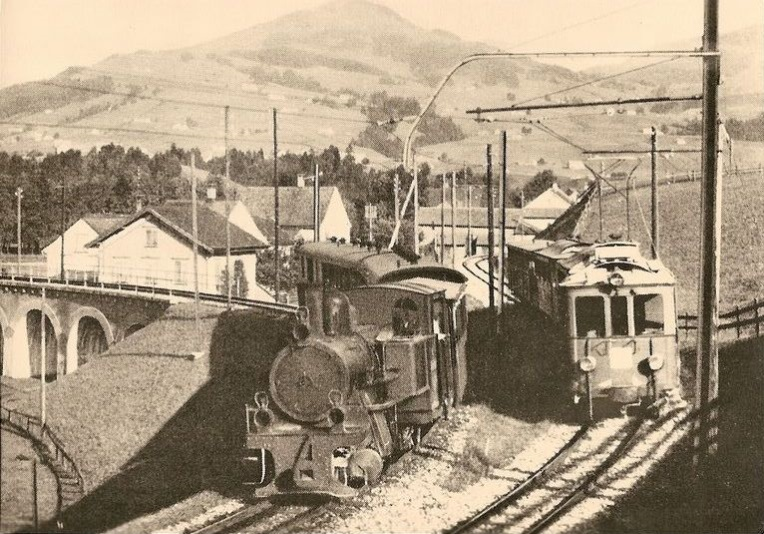
Ein elektrischer Zug der Säntisbahn (rechts) fährt gleichzeitig mit einem Dampfzug der Appenzeller-Strassenbahn in den Bahnhof Appenzell ein.

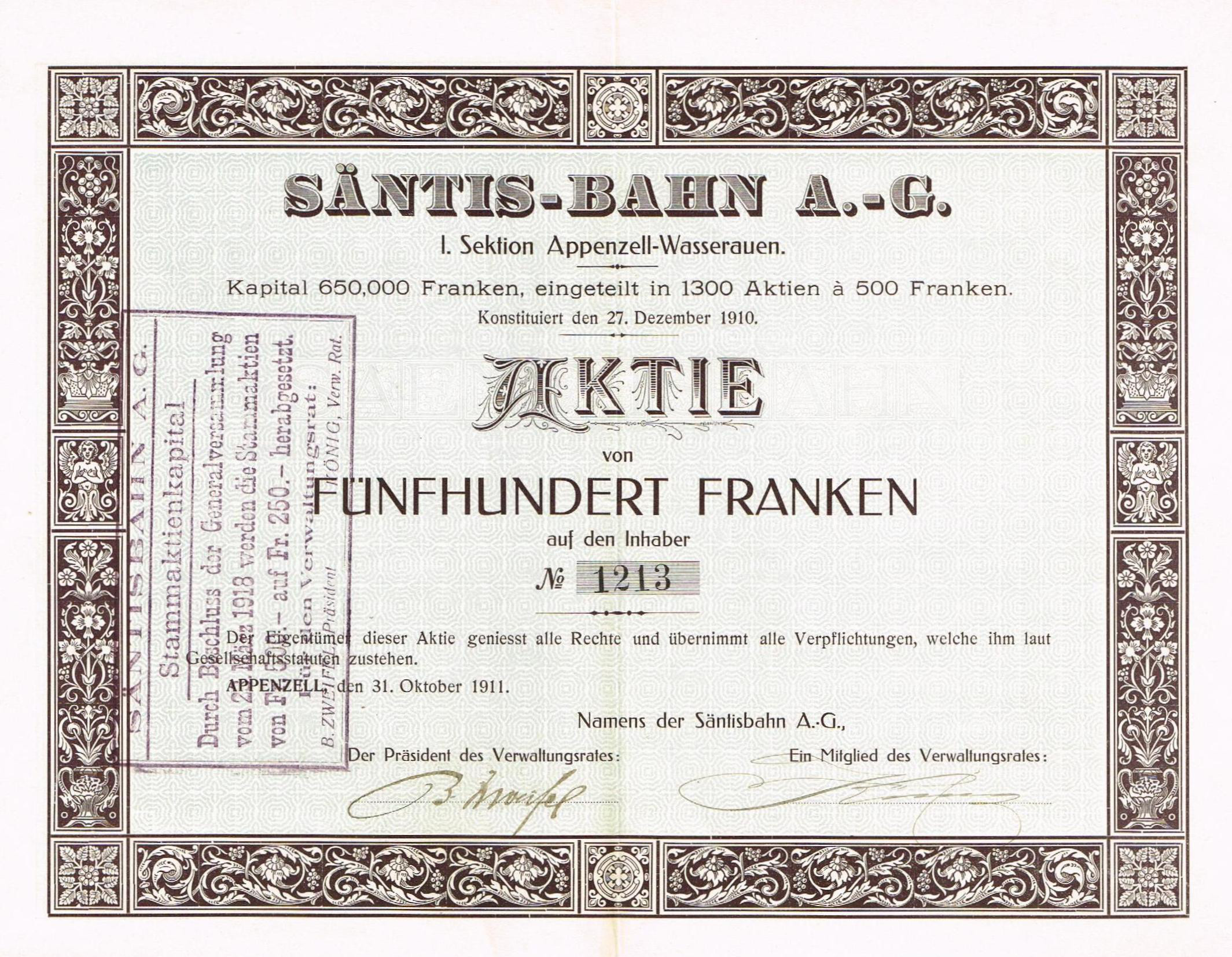
Aktie über 500 Franken der Säntisbahn AG vom 31. Oktober 1911

Carl Sonderegger versuchte erneut eine neue Konzession zu erhalten, diesmal für eine
- Talbahn von Appenzell nach Wasserauen

und eine daran anschliessende
- Bergbahn von Wasserauen zum Säntis.

Im Dezember 1903 erteilte der Bundesrat eine solche Konzession; aber erneut vergingen zwei Jahre, bis ein abgeändertes Projekt vorlag. Anstelle des durchgehenden Zahnradbetriebs von Wasserauen bis Säntiskulm sollte ein gemischter Betrieb Adhäsion und Zahnstange bis Seealp-Oberstoffel und von Oberstoffel bis Säntiskulm drei Drahtseilstrecken gebaut werden, vorbehältlich davon einzelne dieser Teilstrecken durch einen Bergaufzug nach System Feldmann (Wetterhornaufzug) zu ersetzen. Am 22. Dezember 1905 erfolgte eine entsprechende Konzessionsänderung.
In der Zwischenzeit tauchte ein Projekt für eine elektrische Schmalspur- und Seilbahn von Urnäsch im Kanton Appenzell Ausserrhoden auf den Säntis auf, und es folgte ein Tauziehen um die Bewilligung dieser beiden Varianten. Selbst die national- und die ständerätliche Eisenbahnkommission nahmen im September 1908 einen Augenschein an Ort und Stelle vor.
Im März 1909 folgte dann eine neue Konzession zugunsten der Säntisbahn mit den Fristen für den Bau bis 1912. Aber auch jetzt klemmte die Finanzierung, und da die Mittel nicht für die ganze Etappe von Appenzell bis Meglisalp ausreichten, erfolgte abermals eine Konzessionsänderung, und die Bahn wurde in die vier Abschnitte
- Appenzell–Wasserauen
- Wasserauen–Seealp
- Seealp–Meglisalp und
- Meglisalp–Säntis

unterteilt. Die Bundesversammlung trat zudem auf den Wunsch der Initianten ein, für die letzten drei Sektionen keine verbindlichen Fristen mehr festzusetzen.

### Bahnbau

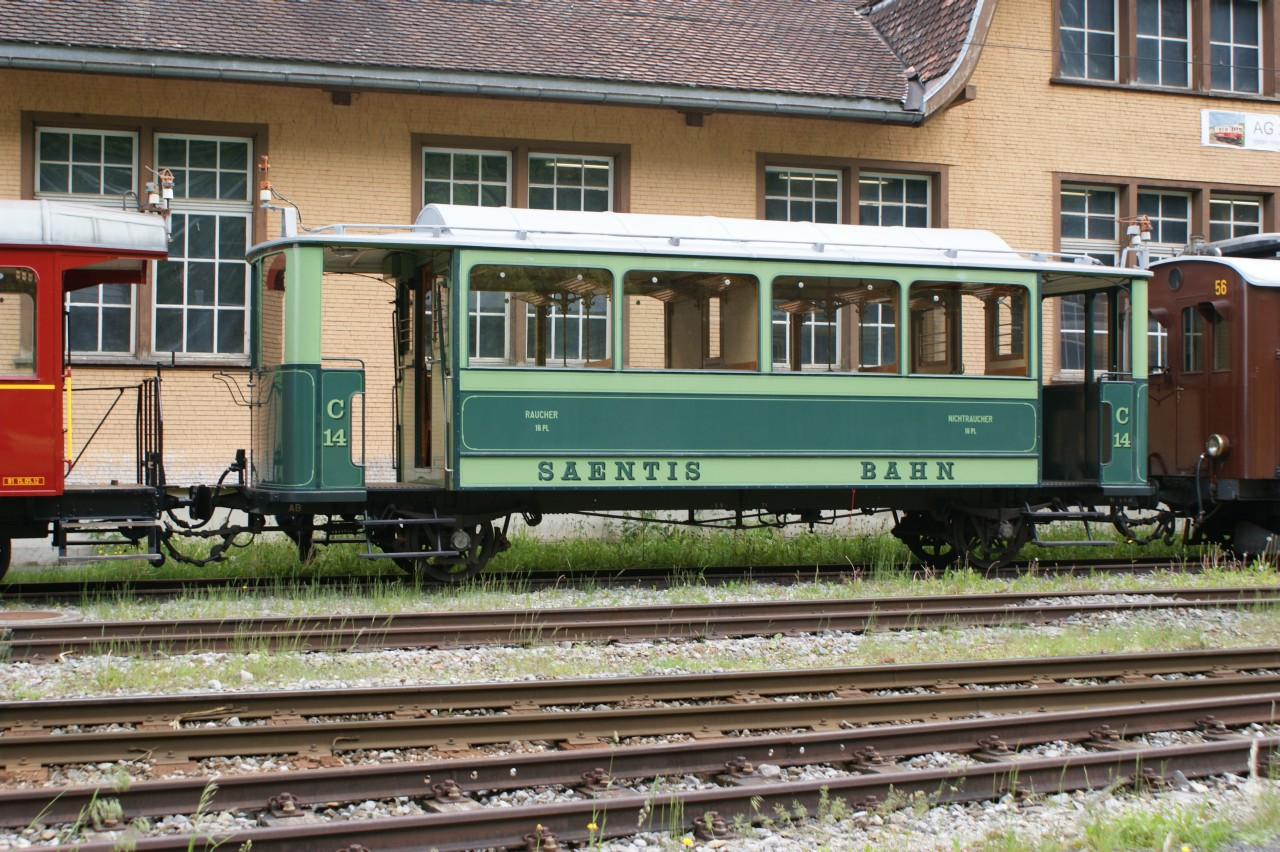
Restaurierter Personenwagen der ehemaligen Säntisbahn

Mit den vorhandenen finanziellen Mitteln konnte am 1. Mai 1911 der Bau der Talstrecke von Appenzell nach Wasserauen in Angriff genommen werden. Bautechnisch boten sich keine Probleme, denn die Talbahn musste auf ihrer Strecke von 6,18 Kilometern nur einen Höhenunterschied von 80 Metern überwinden. Am 13. Juli 1912 konnte der erste Abschnitt der geplanten Bergbahn auf den Säntis eröffnet werden. Die Erstellungskosten betrugen 1.25 Millionen Franken.
So dauerte es von der ersten Konzessionierung bis zur Eröffnung des ersten Abschnittes der Säntisbahn volle 25 Jahre.
Der Erste Weltkrieg und der damit verbundene Einnahmenrückgang verhinderten einen Weiterbau der Bahn und die geplante Fortführung bis zum Gipfel wurde später aufgegeben. Die Frequenzen in den ersten Jahrzehnten des Betriebs waren gering, die Benützung durch Einheimische minim. Erst ab den 1940er Jahren entwickelte sich der Sommer-Tourismus, so dass die Appenzeller Bahn mit zusätzlichen Zügen aushelfen musste.

### Rollmaterial
Der Fahrzeugpark der Säntisbahn bestand aus den drei Triebwagen CFe 2/2 1–3, sechs zweiachsigen Personenwagen C 2 11–16, einem gedecktem Güterwagen K 51 und einem offenem Güterwagen L 61, der in den 1930er-Jahren an Sonntagen auch für Personentransporte verwendet wurde.

### Seilbahn auf den Säntis
Im Jahre 1927 taucht die Idee auf, den Gipfel des Säntis ab der Schwägalp mit einer teilweise im Berginnern verlaufenden Standseilbahn zu erreichen. Am 11. November 1927 reichte Carl Meyer ein Konzessionsgesuch für eine Luftseilbahn von Kräzeren in der Gemeinde Urnäsch auf den Säntis ein, einschliesslich des Baues einer Zubringerpassstrasse, welche vom Rossfall im Appenzellerland über Kräzeren nach Ennetbühl im Toggenburg führt.
Es bestanden aber noch weitere Projekte, so dasjenige des Toggenburger Hoteliers Looser für eine Luftseilbahn von Unterwasser auf den Säntis und dasjenige von Ingenieur Peter aus Zürich für den Bau einer durchgehenden Zahnradbahn von Wasserauen auf den Säntis.
Da die Konzession der Säntis-Bahn für die drei Sektionen von Wasserauen hinauf auf den Säntis wegen der nicht verpflichtenden Fristen noch gültig war und um die noch zu Recht bestehende Konzession für den Ausbau der Säntisbahn auslaufen zu lassen, setzte am 6. März 1929 der Bundesrat die Fristen zur Erfüllung der Konzession auf Mitte 1932. Da aber selbst die Projektierungskosten nicht zusammengebracht werden konnten, erlosch auf Ende 1930 diese seit 1909 bestehende Konzession.
Nach langem Hin und Her erhielt Carl Meyer am 22. September 1933 die Konzession für seine Säntis-Luftseilbahn.
Am 1. Juli 1935 konnte die Luftseilbahn Schwägalp–Säntis (LSS), kurz Säntisbahn genannt, gebaut vom Leipziger Unternehmen Bleichert Transportanlagen GmbH, eröffnet werden. Nach über 50 Jahren Projektierungszeit gelang damit das Vorhaben, den Gipfel des Säntis mit einer Bahn zu erreichen.

### Umbenennung und Fusionen
Die Säntisbahn, die den Säntis-Gipfel nie erreichte und somit unvollendet blieb, wurde 1939 in Elektrische Bahn Appenzell–Wasserauen umbenannt (das Eidg. Amt für Verkehr führte sie als AWW Appenzell–Weissbad–Wasserauen); per 1. Januar 1947 fusionierte sie mit der Appenzeller Bahn (AB), die sich 1988 nach Fusion mit weiteren Bahnen in Appenzeller Bahnen (AB) umfirmierte.